# Chinesische Bambusratte
Die Chinesische Bambusratte (Rhizomys sinensis), auch Chinesische Wurzelratte, ist eine Nagetierart aus der Gattung der Bambusratten (Rhizomys). Sie kommt in Ostasien vom Südosten der Volksrepublik China bis in den Norden von Myanmar und Vietnam vor.

## Merkmale
Die Chinesische Bambusratte erreicht eine Kopf-Rumpf-Länge von 21,6 bis 38,0 Zentimeter mit einem Schwanz von 5,0 bis 9,6 Zentimeter Länge bei einem Gewicht von etwa 1875 bis 1950 Gramm. Die Hinterfußlänge beträgt 38 bis 46 Millimeter, die Ohrlänge 15 bis 19 Millimeter. Das sehr weiche Rückenfell und die Körperseiten sind bräunlich Grau, die Stirn und die Kopfseiten sind etwas dunkler. Die Bauchseite ist spärlich behaart.
| 1 | · | 0 | · | 0 | · | 3 | = 16 |

Der Schädel erreicht eine Länge von 58 bis 87 Millimeter. Das Hinterhauptsbein ist deutlich ausgeprägt und gebogen, es liegt sehr hoch. Der Stirnkamm (Sagittalkamm) ist im Vergleich zu den anderen Arten der Gattung flach ausgeprägt. Der Schädel ist zudem weniger breit als der der Grauen Bambusratte (Rhizomys pruinosus) und auch die Jochbögen sind schmaler. Die Tiere besitzen wie andere Spalacidae im Oberkiefer pro Hälfte einen zu einem Nagezahn ausgebildeten Schneidezahn (Incisivus), dem eine Zahnlücke (Diastema) folgt. Hierauf folgen drei Molare, Prämolare fehlen. Insgesamt verfügen sie damit über ein Gebiss aus 16 Zähnen. Die oberen Schneidezähne stehen fast senkrecht zum Oberkieferknochen und sind nicht vorstehend.

## Verbreitung
Die Chinesische Bambusratte kommt in Ostasien vom Südosten der Volksrepublik China bis in den Norden von Myanmar und Vietnam vor. Vorkommen in Laos werden vermutet. Die Höhenverbreitung liegt bei etwa 1200 bis 4000 Metern.

## Lebensweise
Die Chinesische Bambusratte lebt vor allem in Bambuswäldern und seltener in den Kiefernwäldern der Höhenlagen. In Gebieten, in denen sie sympatrisch mit der Grauen Bambusratte (Rhizomys pruinosus) vorkommt, kommt die Chinesische Bambusratte in der Regel in Höhenlagen oberhalb von 1000 Metern vor, während die Graue Bambusratte in den niedrigeren Bereichen lebt.
Die Tiere leben als Einzelgänger in Bauen, die sie in weichen Boden graben. Die Baue haben mehrere, etwa vier bis sechs, verschlossene Eingänge, die durch Erdhaufen gekennzeichnet und erkennbar sind. Die Erdhaufen haben einen Durchmesser von 50 bis 80 Zentimeter und sind 20 bis 40 Zentimeter hoch. Die Gänge werden bis zu 45 Meter lang und liegen in Tiefen von etwa 20 bis 30 Zentimeter im Boden. Das Nest ist eine Kammer mit einem Durchmesser von 20 bis 25 Zentimeter, es ist mit Bambusblättern ausgelegt. Jeder Bau hat zudem mindestens einen Fluchttunnel. Der Bau wird etwa ein Jahr bewohnt, danach suchen sich die Tiere aufgrund der abnehmenden Futterquellen eine neue Gegend für den nächsten Bau. Sie ernähren sich vor allem von Bambuswurzeln und -sprossen, die sie in der Regel oberirdisch suchen.
Die Fortpflanzung findet über das gesamte Jahr statt, wobei es vor allem Frühjahr zu besonders vielen Nachkommen kommt. Während der Paarungszeit kommen die Männchen zur Begattung in die Baue der Weibchen. Die Würfe bestehen in der Regel aus zwei bis vier Jungtieren, die als Nesthocker geboren werden. Die Entwöhnung von der Muttermilch erfolgt etwa drei Monate nach der Geburt.
Zu den Fressfeinden der Art gehören neben dem Menschen sowohl der Kleine Panda (Ailurus fulgens) wie auch der Schneeleopard (Panthera uncia).

## Systematik

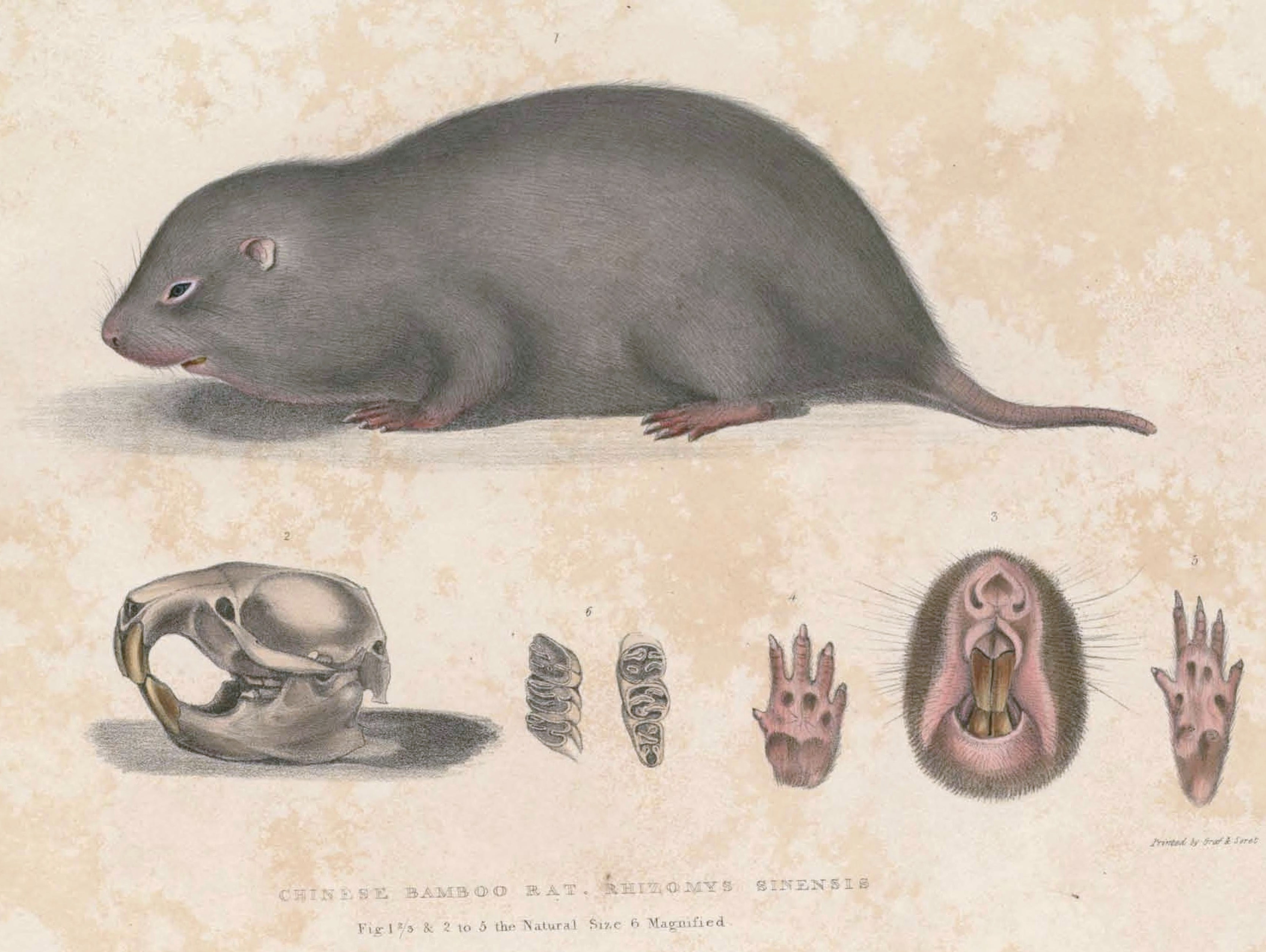
Chinesische Bambusratte in einer Zeichnung von 1833/1834 von Thomas Hardwicke

Die Chinesische Bambusratte wird als eigenständige Art innerhalb der Gattung der Bambusratten (Rhizomys) eingeordnet, die aus drei Arten besteht. Die wissenschaftliche Erstbeschreibung stammt von John Edward Gray aus dem Jahr 1831, der die Art anhand von Individuen aus der Umgebung von Guangzhou in der Provinz Guangdong in China beschrieb. Es ist möglich, dass es sich hierbei nicht um eine einzelne Art, sondern um einen Artenkomplex mit mehreren nahe verwandten Arten handelt.

## Status, Bedrohung und Schutz
Die Chinesische Bambusratte wird von der International Union for Conservation of Nature and Natural Resources (IUCN) als nicht gefährdet (Least concern) eingeordnet. Begründet wird dies mit dem sehr großen Verbreitungsgebiet und den angenommenen großen Beständen der Art. Sollte es sich tatsächlich um mehrere Arten handeln, ist eine Neubewertung notwendig. In Teilen des Verbreitungsgebietes wird die Art stark bejagt und als Fleischquelle genutzt.

## Belege
1. 1 2 3 4 5 6 7 8 9  Andrew T. Smith: Chinese Bamboo Rat. In: Andrew T. Smith, Yan Xie: A Guide to the Mammals of China. Princeton University Press, Princeton NJ 2008, ISBN 978-0-691-09984-2, S. 213–214.
2. ↑  Andrew T. Smith: Family Spalacidae. In: Andrew T. Smith, Yan Xie: A Guide to the Mammals of China. Princeton University Press, Princeton NJ 2008, ISBN 978-0-691-09984-2, S. 209.
3. 1 2 3 4 5 6  Rhizomys sinensis in der Roten Liste gefährdeter Arten der IUCN 2015.4. Eingestellt von: D. Lunde, K. Aplin, G. Musser, 2008. Abgerufen am 21. Juli 2016.
4. ↑  Rhizomys sinensis. In: Don E. Wilson, DeeAnn M. Reeder (Hrsg.): Mammal Species of the World. A taxonomic and geographic Reference. 2 Bände. 3. Auflage. Johns Hopkins University Press, Baltimore MD 2005, ISBN 0-8018-8221-4.